# Osthimmel
Als Osthimmel wird jene Hälfte des Sternhimmels bezeichnet, der von Nord über Ost bis Süd reicht. Dies entspricht einem Azimut von 0° bis 180°. Der Osthimmel umfasst somit ein Viertel der gesamten Himmelssphäre.
Für die Astronomie und Geodäsie ist der Begriff insofern von Bedeutung, als auf der Osthälfte des Himmels alle Sterne emporsteigen. Die Zunahme des Höhenwinkels (bzw. Abnahme der Zenitdistanz) erfolgt allerdings mehr oder minder schräg, was eine Folge der Gestirnskoordinaten (Deklination) und des parallaktischen Winkels ist (siehe auch Größte Digression).
Dies beeinflusst die Messung von Sterndurchgängen und die Wahl der für die Messungen am besten geeigneten Instrumente.
Siehe auch: Sternbahn, Erdrotation